# Afrikanische Borstenhörnchen
Die Afrikanischen Borstenhörnchen (Xerus) sind eine Gattung bodenlebender Erdhörnchen, die mit vier Arten in Afrika verbreitet ist.

## Merkmale
Wie der Name bereits sagt, haben Borstenhörnchen ein steifes, borstiges Fell, das sich beim Berühren wie Igelstacheln anfühlt. Die Fellfarbe ist gelbgrau bis graubraun, die Unterseite ist weißlich. Drei der Arten haben an jeder Flanke einen weißen Streifen, der nur dem Schlichtborstenhörnchen fehlt. Die Kopfrumpflänge beträgt je nach Art 20 bis 45 cm, hinzu kommen 20 bis 25 cm Schwanz. Das Gewicht liegt bei 300 bis 900 Gramm.
| 1 | · | 0 | · | 2 | · | 3 | = 22 |
| 1 | · | 0 | · | 1 | · | 3 | = 22 |

Die Arten der Gattung besitzen im Oberkiefer pro Hälfte einen zu einem Nagezahn ausgebildeten Schneidezahn (Incisivus), dem eine Zahnlücke (Diastema) folgt. Hierauf folgen zwei Prämolare und drei Molare. Die Zähne im Unterkiefer entsprechen denen im Oberkiefer, allerdings nur mit einem Prämolaren. Insgesamt verfügen die Tiere damit über ein Gebiss aus 22 Zähnen.

## Lebensweise

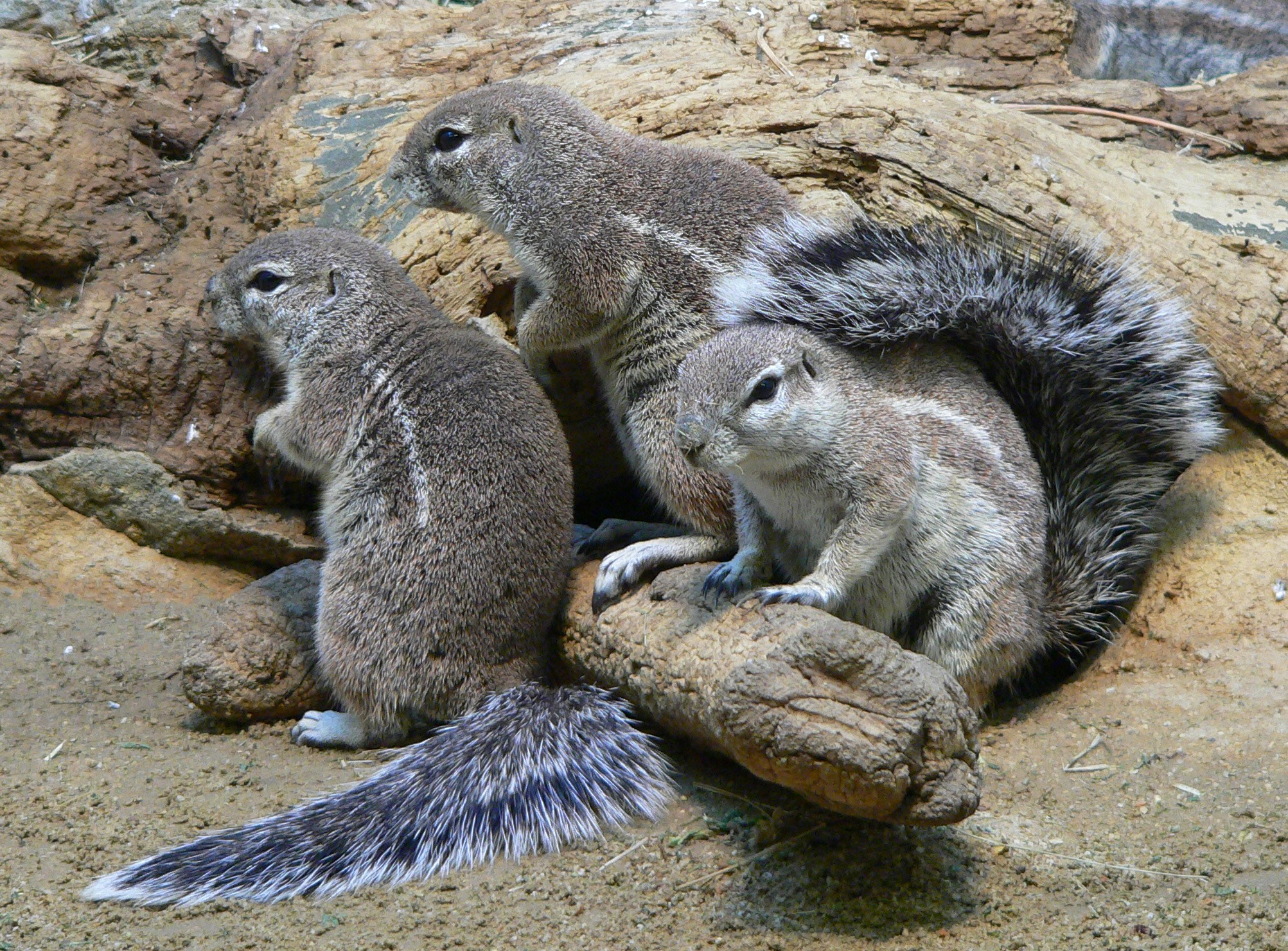
Kap-Borstenhörnchen

Afrikanische Borstenhörnchen sind Bewohner offener Habitate, wie zum Beispiel Savannen, Halbwüsten, felsige Gebirge oder Buschland mit wenig Baumbestand. Hier leben sie tagaktiv in selbstgegrabenen Bauen. Sie bilden Kolonien, die denen der Präriehunde ähneln dürften, aber längst nicht so gut erforscht sind. Ein Bau, der einen Hörnchenverband beherbergt, kann bis zu hundert Ausgänge haben und sich über 2000 m² erstrecken. Wenn ein Feind naht und ein Mitglied dieser Kolonie diesen bemerkt, gibt es laute Warnungen von sich, woraufhin alle Hörnchen in ihrem Bau verschwinden. Zu den zahlreichen Feinden der Borstenhörnchen gehören Greifvögel und Mangusten.
Die Erdmännchen, die ebenfalls potenzielle Jäger der Borstenhörnchen sind, teilen sich manchmal sogar mit ihnen die Baue. Dabei schützen sie die Hörnchen vor Angreifern wie Schlangen und profitieren von der vorgefertigten Behausung. Beobachtungen haben gezeigt, dass die Borstenhörnchen im Falle einer solchen Wohngemeinschaft von den Erdmännchen verschont werden.
Beim Kap-Borstenhörnchen umfasst eine Kolonie ein bis vier Weibchen und zahlreiche Jungtiere. Männchen schließen sich immer nur temporär einer Kolonie an und ziehen dann weiter. Die Verteidigung des Baus gegen Artgenossen, die nicht zum Verband gehören, obliegt den Weibchen. Die Begattung kann zu jeder Zeit des Jahres stattfinden. Nach einer Tragzeit von 48 Tagen bringt ein Weibchen ein bis drei Junge zur Welt.
Nahrung sind alle Pflanzenteile, selten auch Insekten und Vogeleier.

## Systematik
Gemeinsam mit dem Atlashörnchen (Atlantoxerus getulus) sowie der Zieselmaus (Spermophilopsis leptodactylus) werden die Afrikanischen Borstenhörnchen der Tribus Xerini zugeordnet. Auf der Basis von Merkmalen des Unterkiefers sowie molekularbiologischen Merkmalen der DNA ist ein Schwestergruppenverhältnis von Atlantoxerus und Xerus wahrscheinlich. Die Zieselmaus wäre in dem Fall als Schwesterart dieser beiden Gattungen als gemeinsames Taxon zu betrachten. Die Xerini stellen zudem wahrscheinlich die basalste Gruppe innerhalb der Erdhörnchen (Xerinae) dar. Die Verbreitung der beiden heute nur in Afrika vorkommenden Gattungen Atlantoxerus und Xerus auf dem Kontinent wird auf eine nur einmal erfolgte Besiedelung durch gemeinsame Vorfahren beider Gattungen zurückgeführt.
Die Gattung enthält vier Arten:

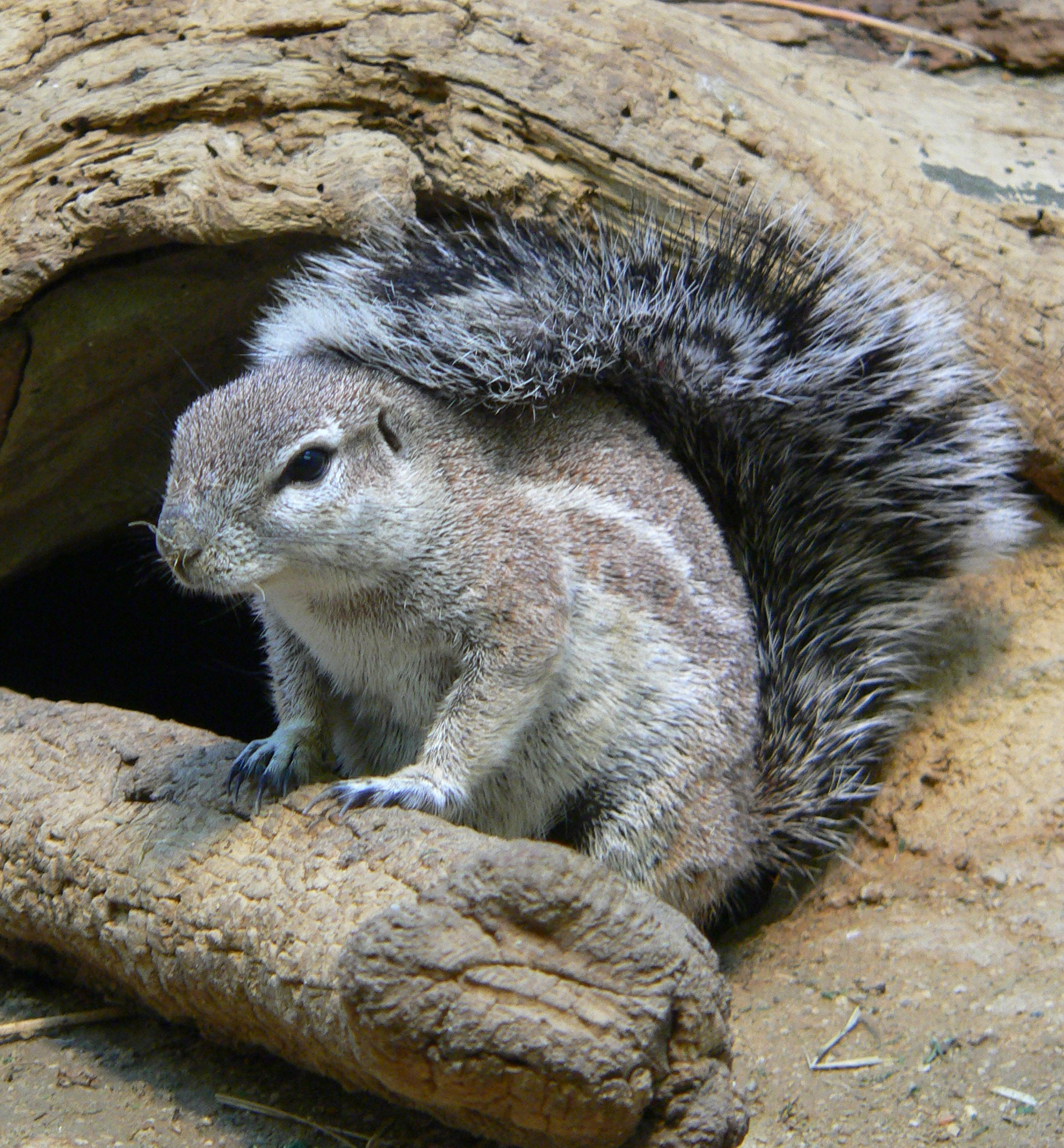
Kap-Borstenhörnchen

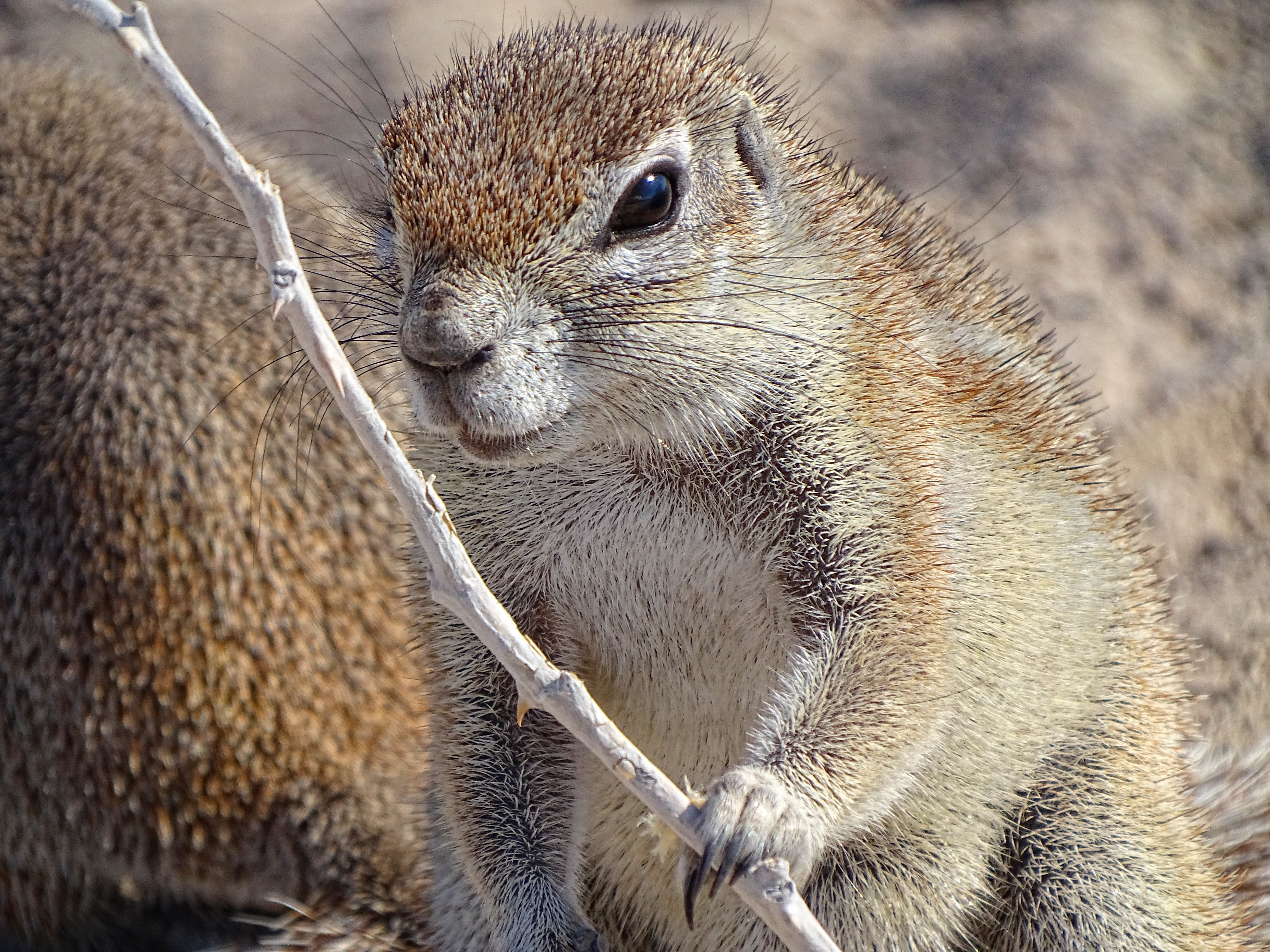
Kaokoveld-Borstenhörnchen (Xerus princeps) im Etosha-Nationalpark

- Gestreiftes Borstenhörnchen (Xerus erythropus), West- und Zentralafrika
- Kap-Borstenhörnchen (Xerus inauris), südliches Afrika
- Kaokoveld-Borstenhörnchen, Damara-Borstenhörnchen (Xerus princeps), Angola, Namibia
- Schlichtborstenhörnchen, Ungestreiftes Borstenhörnchen (Xerus rutilus), Ostafrika

Das Schlichtborstenhörnchen wird oft einer Untergattung Xerus zugeteilt, das Gestreifte Borstenhörnchen Euxerus, und die verbleibenden Arten werden in die Untergattung Geosciurus gestellt. Gemeinsam mit dem Atlashörnchen (Atlantoxerus getulus) und der Zieselmaus (Spermophilopsis leptodactylus) bilden sie die Tribus der Borstenhörnchen (Xerini).

## Menschen und Borstenhörnchen
In Südafrika halten Farmer Borstenhörnchen oft für Schädlinge, da sie sich auch von Getreide und Feldfrüchten ernähren. Außerdem sind sie potenzielle Überträger der Tollwut und anderer Infektionskrankheiten. Regional werden sie gelegentlich als Heimtiere gehalten.

## Belege
1. ↑  Jane M. Waterman: Genus Xerus, Ground Squirrels. In: Jonathan Kingdon, David Happold, Michael Hoffmann, Thomas Butynski, Meredith Happold und Jan Kalina (Hrsg.): Mammals of Africa Volume III. Rodents, Hares and Rabbits. Bloomsbury, London 2013, S. 93–94; ISBN 978-1-4081-2253-2.
2. 1 2 3  J.M. Mercer, V.L. Roth VL: The effects of Cenozoic global change on squirrel phylogeny. Science 299 (5622), 2003; S. 1568–1572. doi:10.1126/science.1079705, (Volltext)
3. 1 2 3  Isaac Casanovas-Vilar, Jan van Dam: Conservatism and Adaptability during Squirrel Radiation: What Is Mandible Shape Telling Us? PLOS One, 4. April 2013. doi:10.1371/journal.pone.0061298
4. ↑  Xerus. In: Don E. Wilson, DeeAnn M. Reeder (Hrsg.): Mammal Species of the World. A taxonomic and geographic Reference. 2 Bände. 3. Auflage. Johns Hopkins University Press, Baltimore MD 2005, ISBN 0-8018-8221-4.
5. ↑  Richard W. Thorington Jr., John L. Koprowski, Michael A. Steele: Squirrels of the World. Johns Hopkins University Press, Baltimore MD 2012; S. 203. ISBN 978-1-4214-0469-1
6. ↑  Scott J. Steppan, Brian L. Storz, Robert S. Hoffmann: Nuclear DNA phylogeny of the squirrels (Mammalia: Rodentia) and the evolution of arboreality from c-myc and RAG1. Molecular Phylogenetics and Evolution 30, 2004; S. 703–719. (Volltext (Memento des Originals vom 2. Februar 2016 im Internet Archive)  Info: Der Archivlink wurde automatisch eingesetzt und noch nicht geprüft. Bitte prüfe Original- und Archivlink gemäß Anleitung und entferne dann diesen Hinweis.)
7. ↑  M.D. Herron, J.M. Waterman, C.L. Parkinson: Phylogeny and historical biogeography of African ground squirrels: the role of climate change in the evolution of Xerus. Molecular Ecology 14, 2005; S. 2773–2788. doi:10.1111/j.1365-294X.2005.02630.x